# 菊地喜充
もしかして
- 菊池喜充

ではありませんか？